# Federação Letã de Futebol
A Federação Letã de Futebol (em letão: Latvijas Futbola federācija, LFF) é o órgão que governa o futebol na Letônia. A entidade organiza o Campeonato Letão de Futebol (Virsliga e ligas menores), Copa Letã de Futebol e a Seleção Letã de Futebol. Sua sede é em Riga. LFF tornou-se um membro da FIFA em 1922, mas quando foi anexada pela União Soviética ela se retirou da FIFA, voltando a ser membro em 1992, depois da independência da Letônia.

## Presidentes da Federação
- Vladimirs Ļeskovs (1990-1995)
- Modris Supe (1995-1996)
- Guntis Indriksons (1996-2018)
- Kaspars Gorkšs (2018-2019)
- Vadims Ļašenko (2020-presente)